# Ahrensburgs slott
Ej att förväxla med Kuressaare biskopsborg i Estland, vars tyska namn är Arensburg.

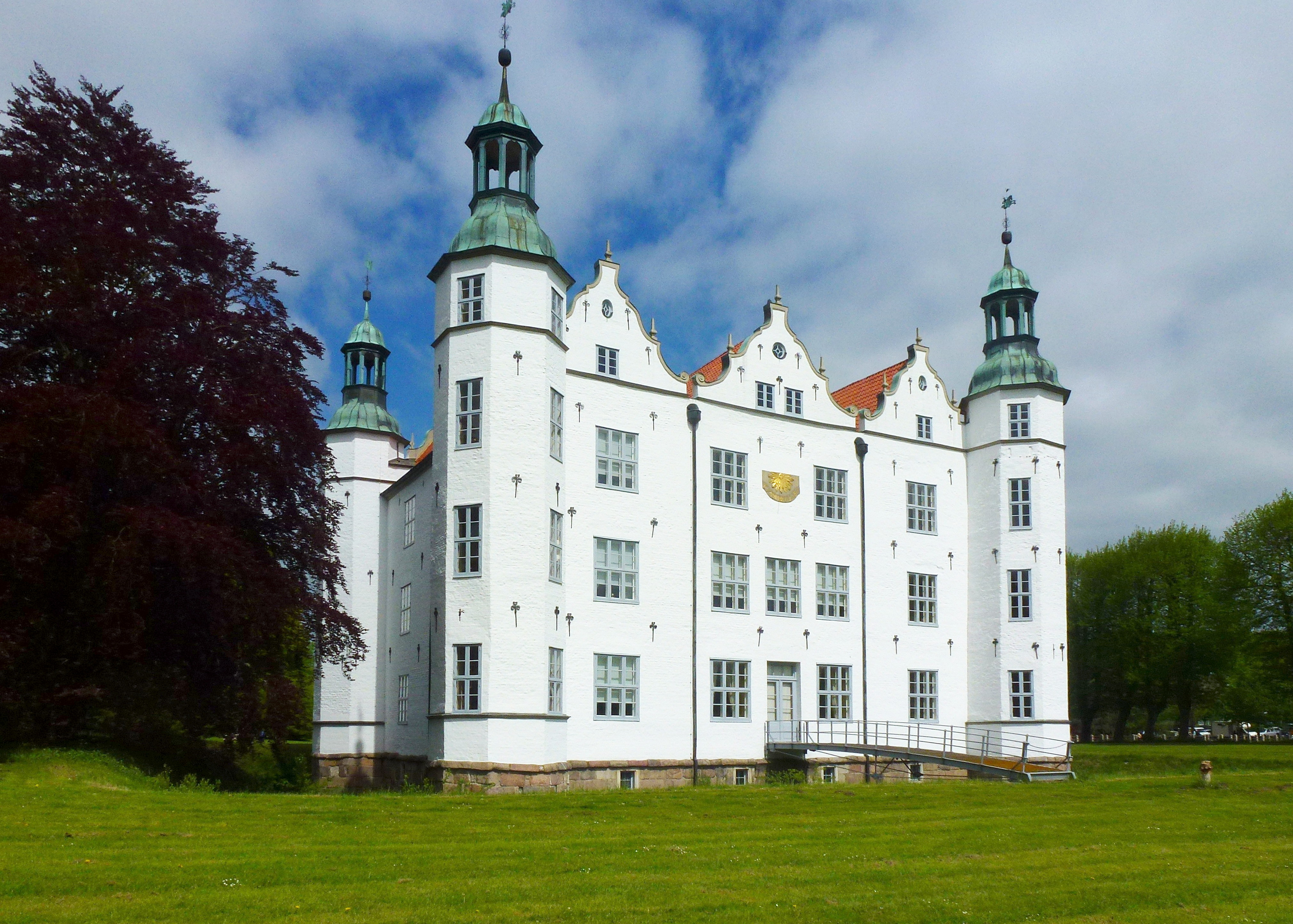
Ahrensburgs slott, fasad mot sydväst, maj 2015.

Ahrensburgs slott (tyska: Schloss Ahrensburg) är en tidigare herrgård i staden Ahrensburg i södra delen av Schleswig-Holstein i norra Tyskland. Den ursprungliga anläggningen från 1595 uppfördes på initiativ av familjen Rantzau och fick sitt nuvarande utseende 1759 under Heinrich Schimmelmann. Ahrensburgs slott räknas idag till en av Schleswig-Holsteins främsta renässansbyggnader och sevärdheter. Slottet är öppet för allmänheten och härbärgerar ett museum. Till slottet hör även en engelsk park, ett kapell, en vattenkvarn och tidigare ekonomibyggnader med stall.

## Historik

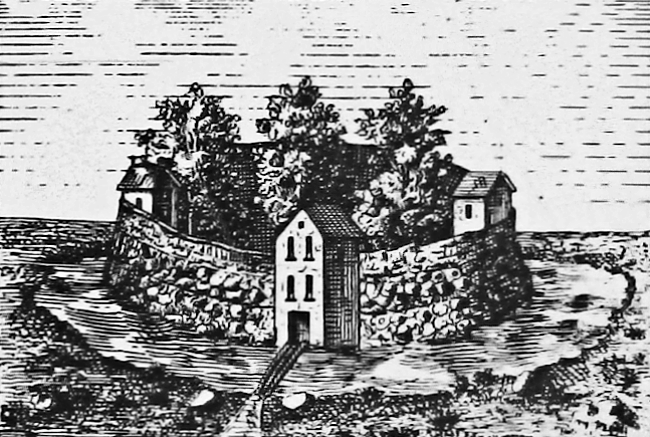
Burg Arnesvelde

Redan på 1200-talet fanns cirka tre kilometer söder om dagens slott en befäst herrgård med vallgrav och försvarstorn kallad Burg Arnesvelde. År 1327 ägdes borgen och tillhörande markområden av kyrkan. I samband med reformationen drogs egendomen in till kronan och ägdes av den danske kungen Fredrik II av Danmark. I mars 1567 gick Arnesvelde till Daniel Rantzau som ersättning för tjänster och skulder som Fredrik II hade hos honom. Efter Daniel Rantzaus död 1569 i samband med att han ledde belägringen av Varbergs fästning övertog hans bror Peter Rantzau Burg Arnesvelde. Han lät riva resterna av borgen och uppföra början till nuvarande slottet.

## Byggnaden under Rantzau

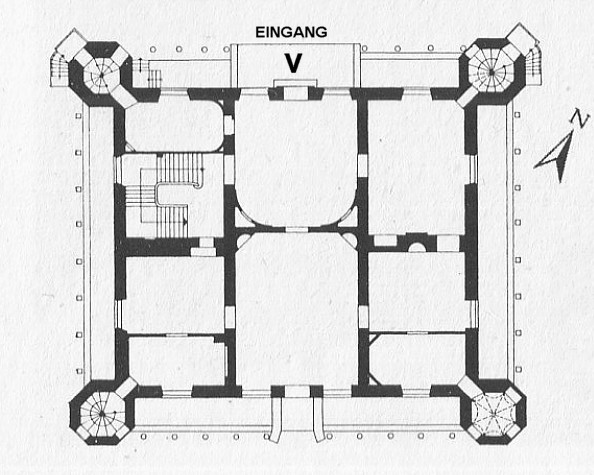
Ahrensburgs slott, planritning.

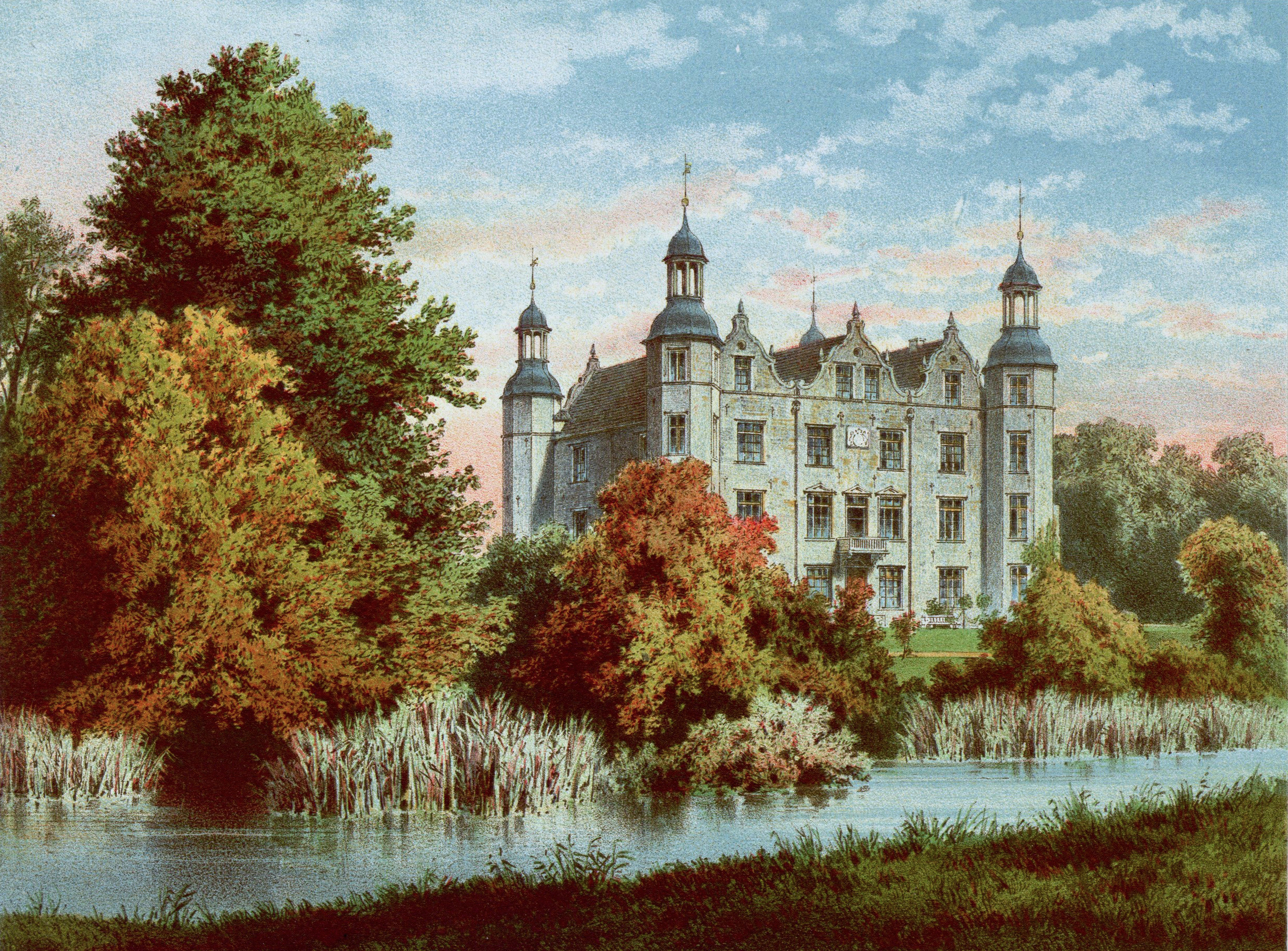
Slottet mellan 1857 och 1883.

Den nya anläggningen byggdes med delar av den rivna borgen på en rektangulär ö, omgiven av en försvarsvall samt en vallgrav och stod färdig 1595. Året därpå var även slottskapellet fullbordat. Byggmästaren är okänd, men som förebild tjänade Glücksburgs slott som byggdes några år tidigare och är något mindre. 
Ahrensburgs slott består av tre parallella, långsmala huskroppar i tre våningar samt källare. Huvudentrén ligger på norra sidan. Husen är täckta av var sitt sadeltak och smyckade med svängda trappgavlar mot norr och söder. Fasaderna består av murtegel, som var ursprungligen omålade. 
Vid senare tillfälle kompletterades slottet med fyra åttkantiga hörntorn som kröns av koppartäckta tornhuvar och lanterniner. Tornens vindflöjel visar en ryttare på en halv häst och skall påminner om Daniel Rantzau som dog genom en kanonkula tillsammans med sin häst vid Varbergs fästning. Soluret på södra fasaden härrör från mitten av 1700-talet. Slottet, som räknas till en av Schleswig-Holsteins främsta renässansbyggnader, skulle fungera som Peter Rantzaus ålderssäte och bli familjens framtida stamgods. Fram till 1700-talets mitt bodde inte mindre än sju generationer av släkten Rantzau här.

## Slottet under Schimmelmann
År 1759 förvärvade finansmannen Heinrich Schimmelmann herrgården och godset, som då var kraftigt skuldsatt. Han lät bygga om huset till dagens utseende.  Schimmelmann hade stora planer på att totalt omgestalta slottets yttre i senbarock, men därav blev det inget. Han satsade istället på sitt slott i Hamburg-Wandsbek. Bara mindre förändringar genomfördes, bland annat avlägsnades en del sandstensutsmyckningar och slottets röda tegelfasader målades vita. Renässansgavlarna fick vara kvar och restaurerades. Däremot skedde större invändiga förändringar som fick prägel av rokoko. Exempelvis byggdes nuvarande huvudtrappa och den stora ryttarsalen i bottenvåningen delades upp i två mindre salonger. 
Den ursprungliga vallen togs bort och vallgraven fylldes igen. Nu fick slottet en ny, något mindre entré från söder med direkttillgång till parken. Vallgraven rekonstruerades dock mellan 1983 och 1985 på grund av fuktproblem i källaren. Under mitten av 1800-talet anlades en engelsk park. Även släkten Schimmelmann bebodde slottet i sju generationer och först 1932 såldes godset. Om Schimmelmanns tid på Ahrensburg påminner släktens vapen som är uppsatt över huvudentrén på norra fasaden. Marken köptes av olika intressenter medan själva byggnaden förvärvades av den lokala sparbanken som inrättade ett museum i huset.

## Slottet idag
Under andra världskriget stängdes museet och slottet nyttjades bland annat som sjukhus och av Reichsinstitut Deutsche Seewarte. Anläggningen klarade krigshändelserna utan skador. Efter kriget var slottet en kort tid flyktingläger och fram till 1954 platsen för en yrkesskola. År 1955 öppnade museet igen och därefter sanerades byggnaden etappvis (1983-85, 2009-12 och 2015). Sedan februari 2003 är slottet och verksamheten en stiftelse som finansieras främst genom bidrag från förbundslandet Schleswig-Holstein, engångssummor från staten och genom egen verksamhet. 
Intäkter får stiftelsen dels genom entréavgifter till museet som besöks av omkring 20 000 personer årligen och dels genom marknader, festarrangemang, konserter, konferenser och liknande. Slottsmuseet visar adelskulturen i Schleswig-Holstein. Våningarna är tidstypisk inredda med värdefull möblemang, målningar, exklusiva parkettgolv, kristallkronor och Meissenporslin. Ahrensburgs slott är även en populär plats att gifta sig på. Varje fredag är slottet stängt för besökare, då förrättas vigslar.

## Bilder
Byggnader

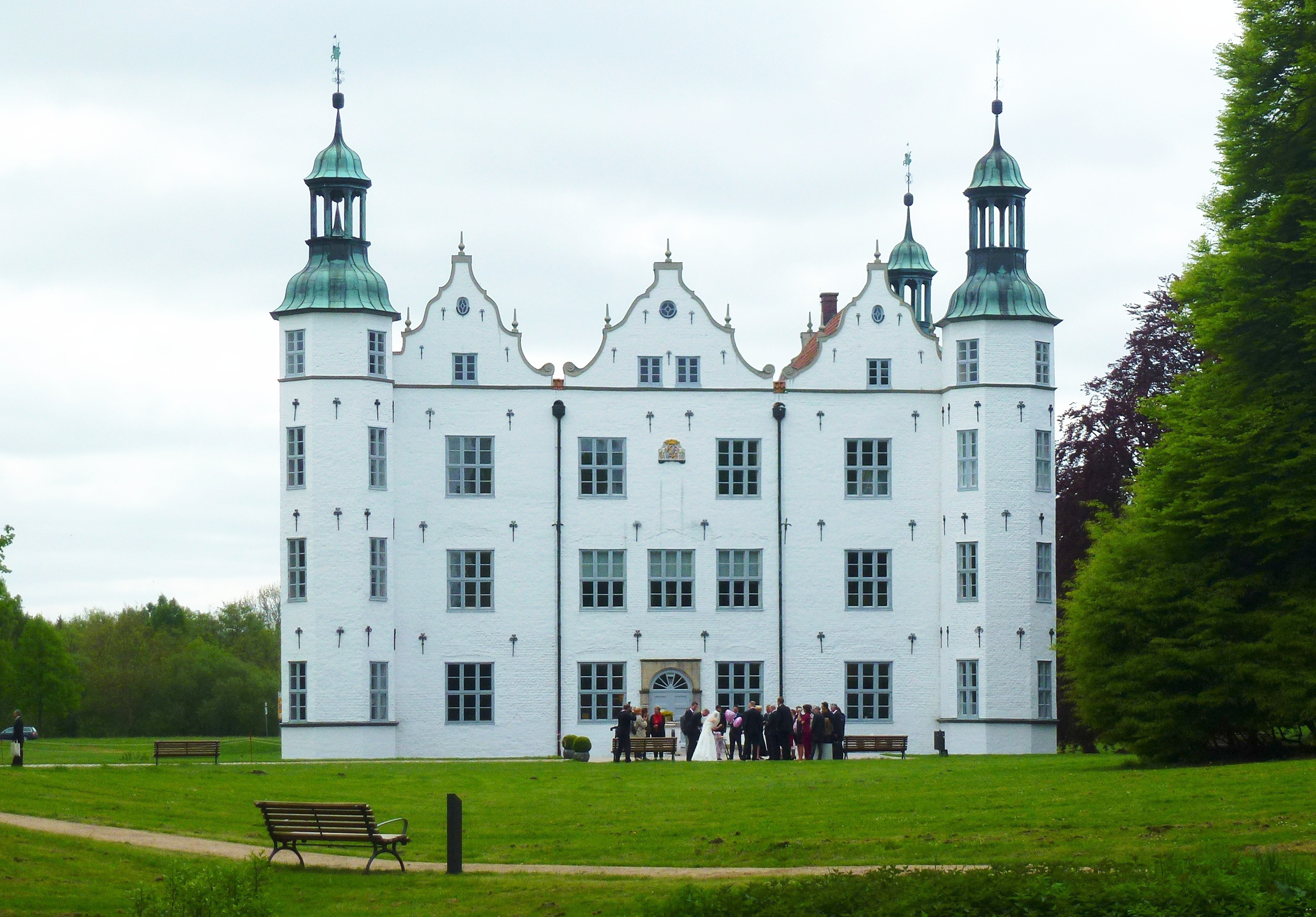
Slottets entréfasad
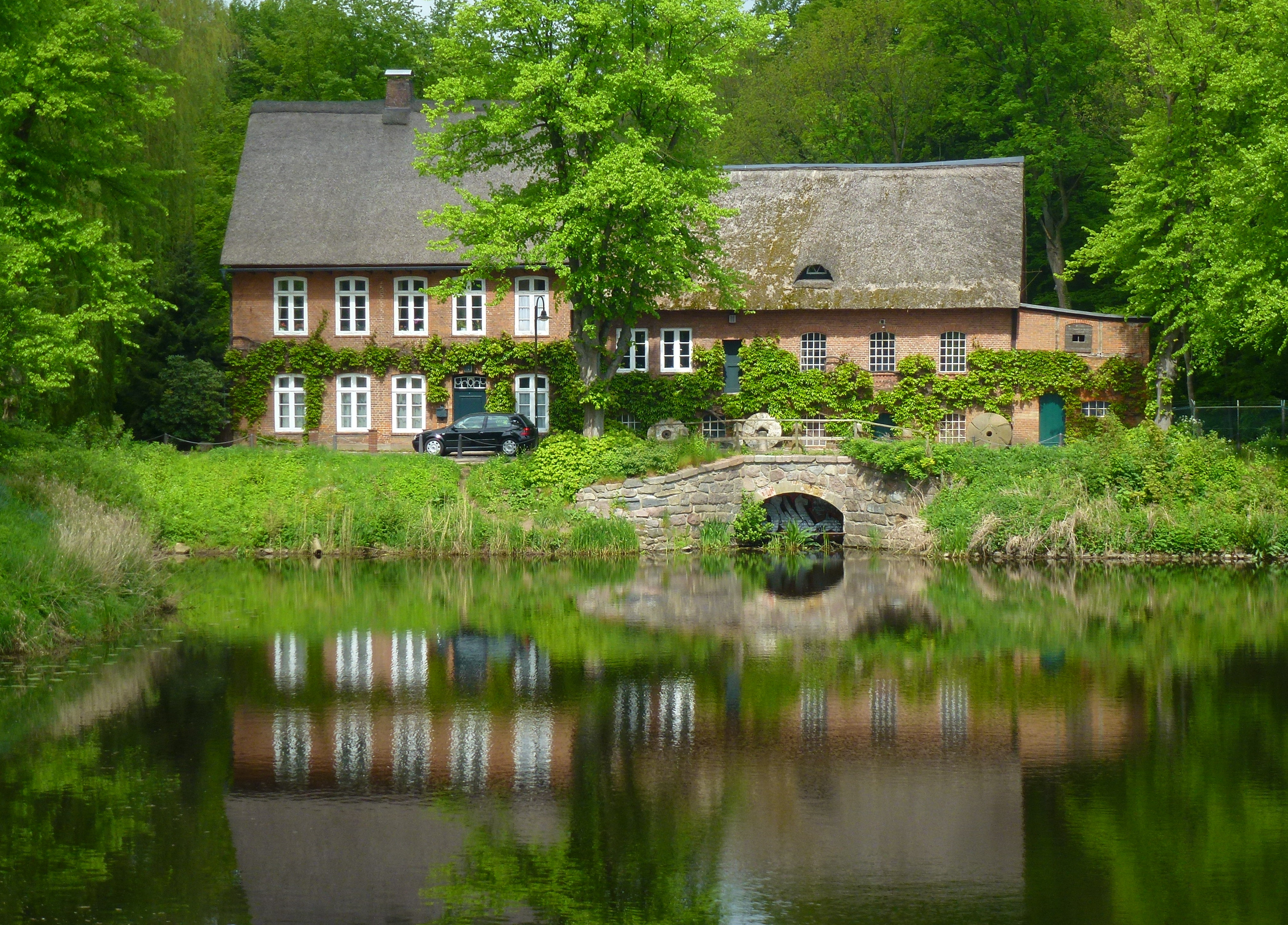
Kvarnen och kvarndammen
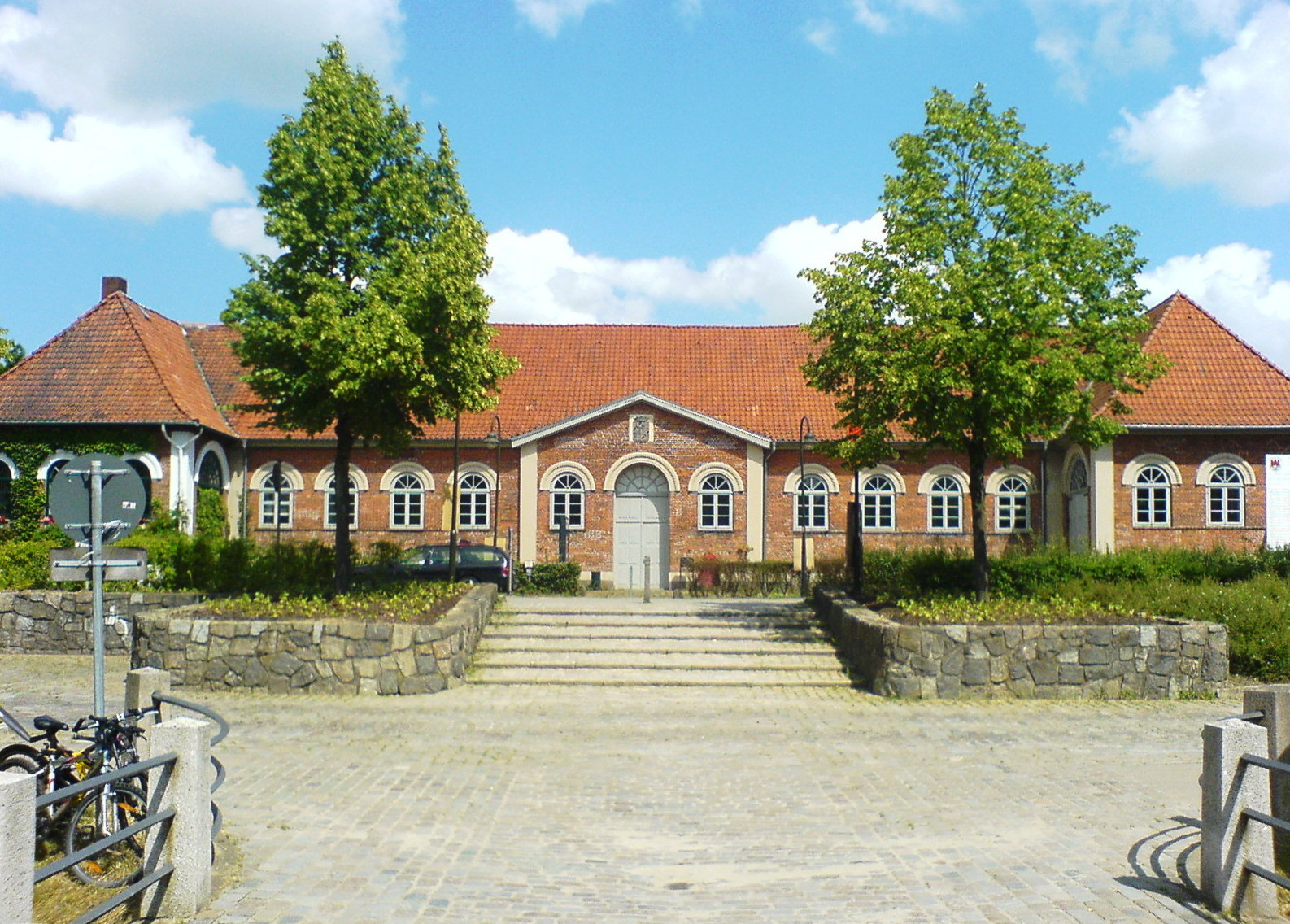
Ekonomibyggnader "Marstall"
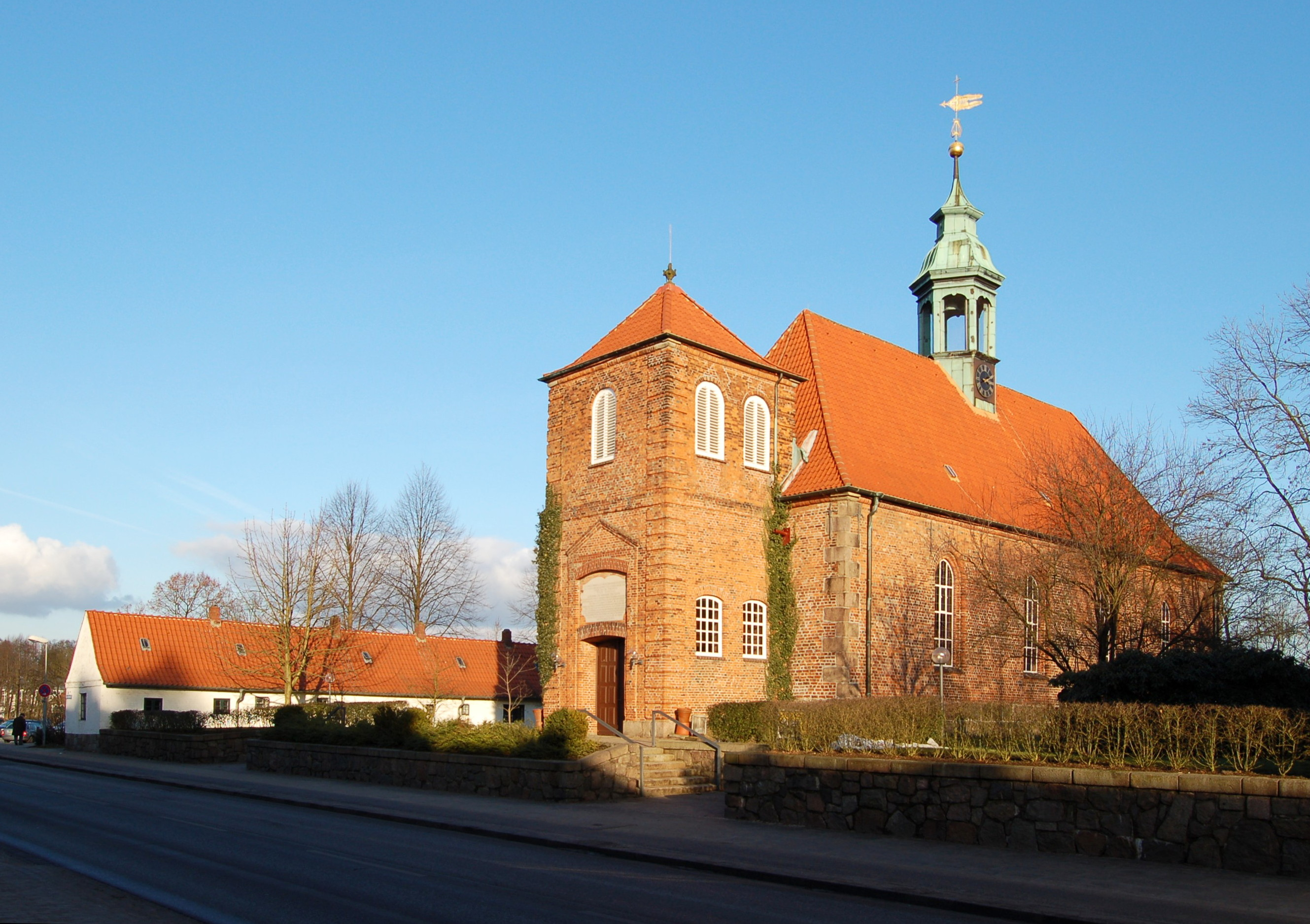
Slottskapellet

Slottet, detaljer

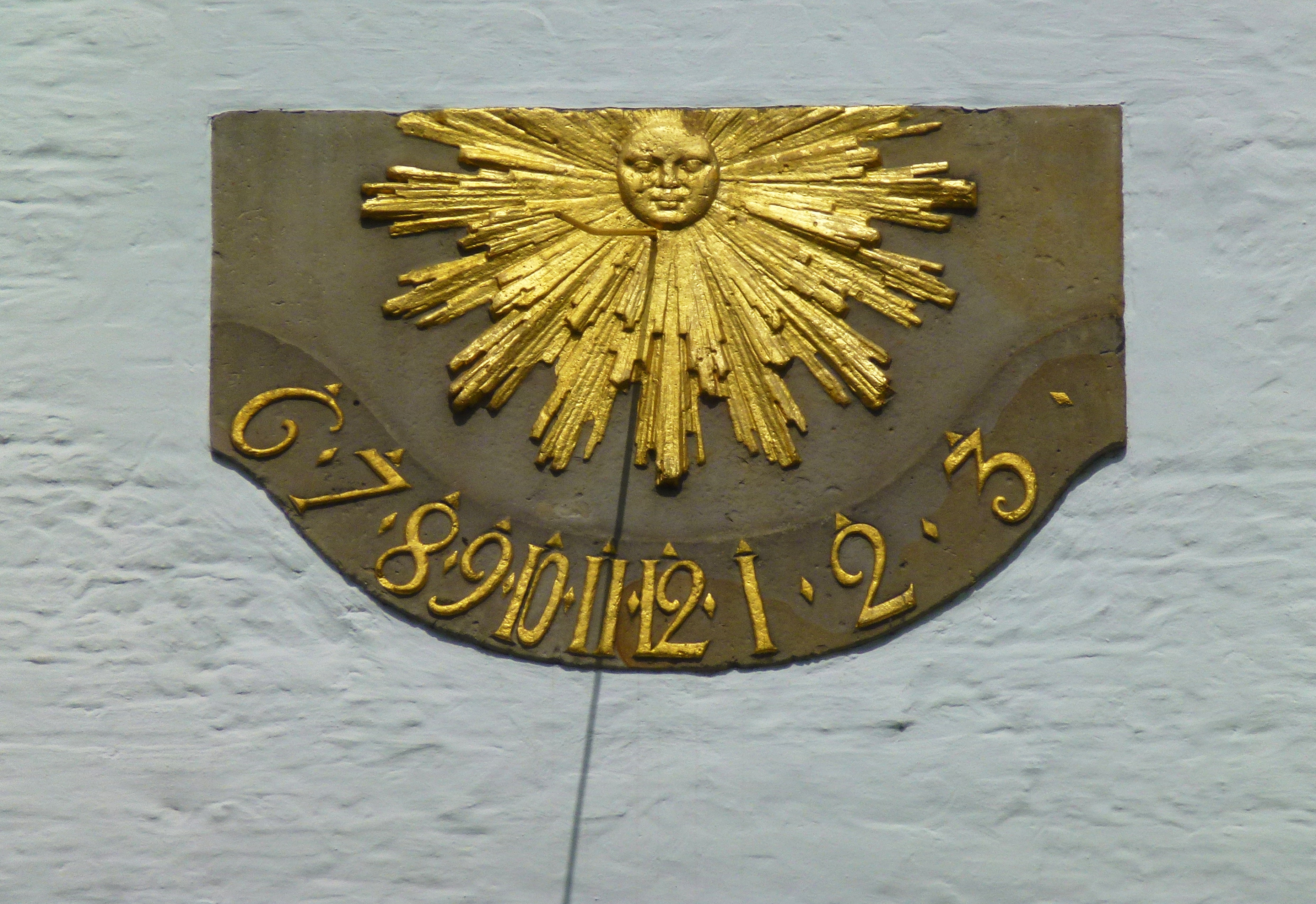
Soluret från 1750-talet
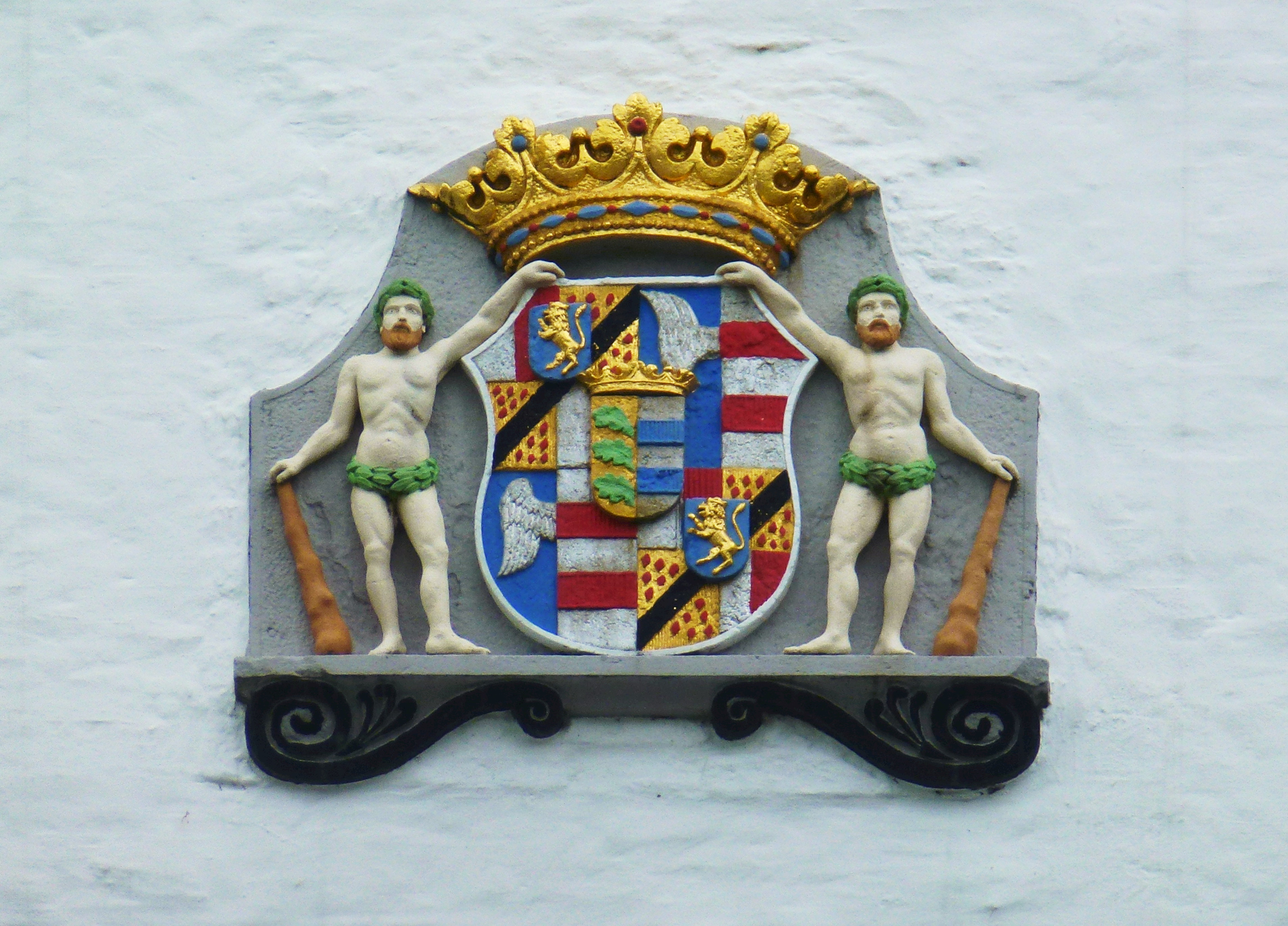
Schimmelmann-vapen
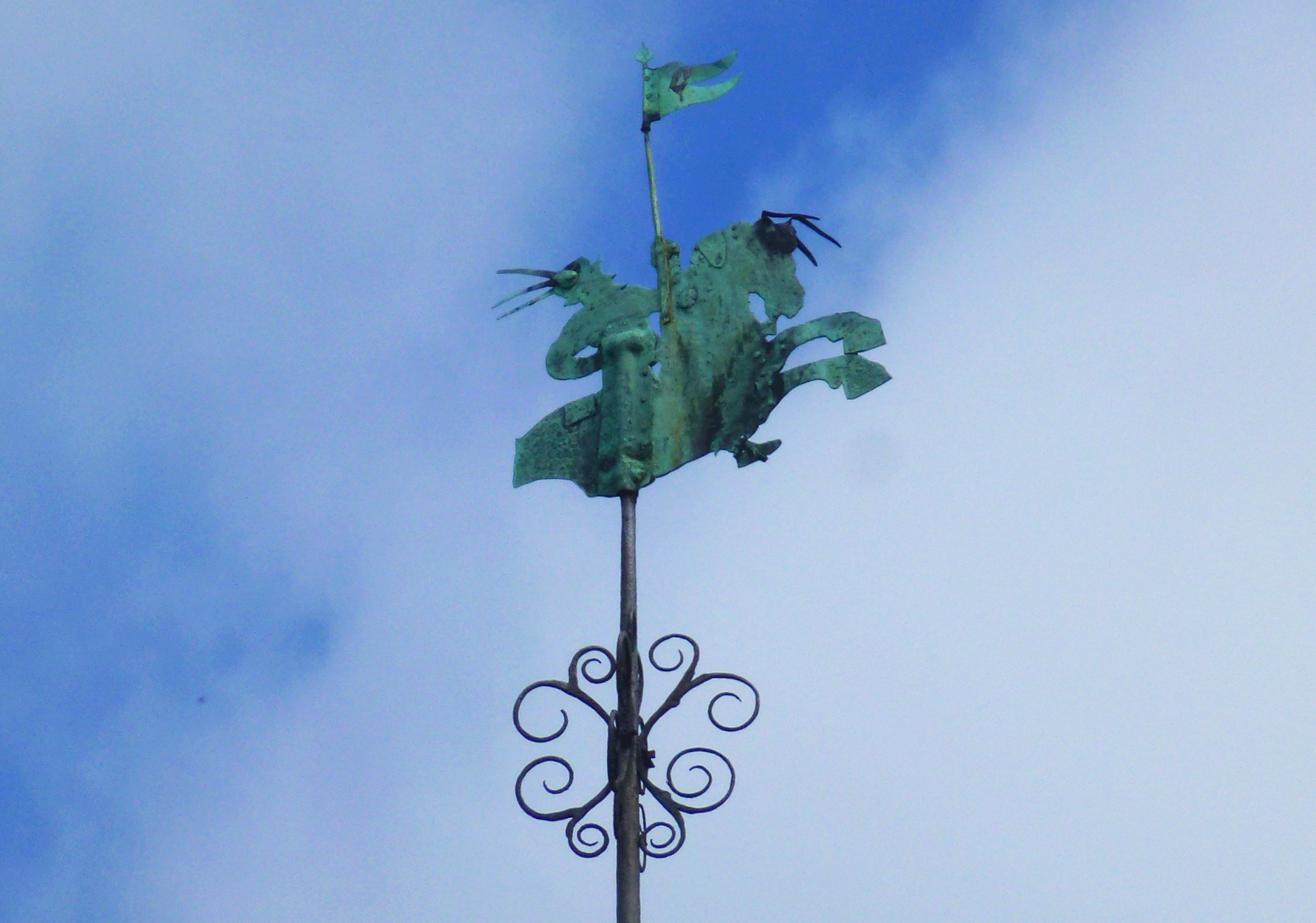
Vindflöjeln från 1590-talet
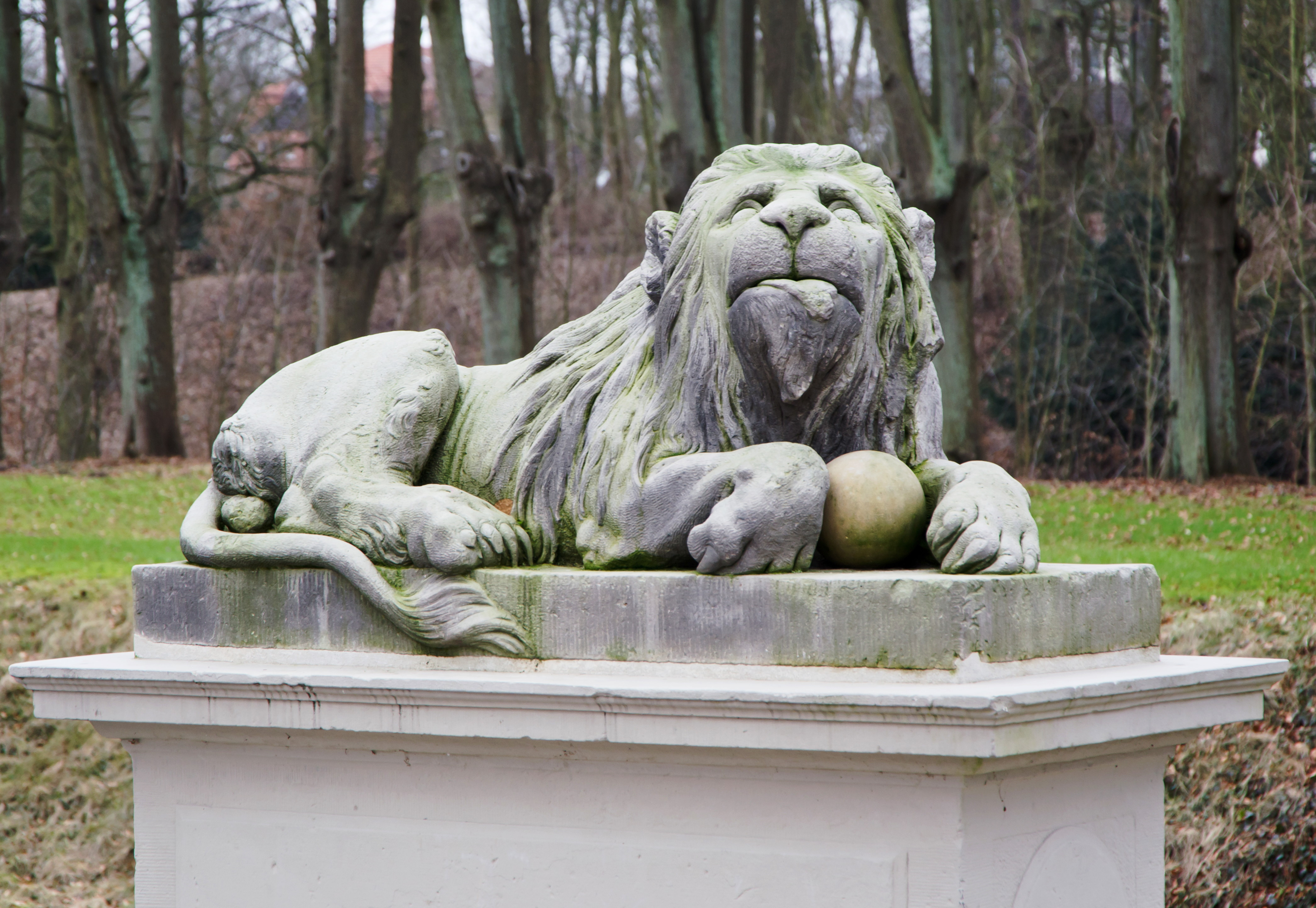
Lejon från 1765

Slottet, interiör

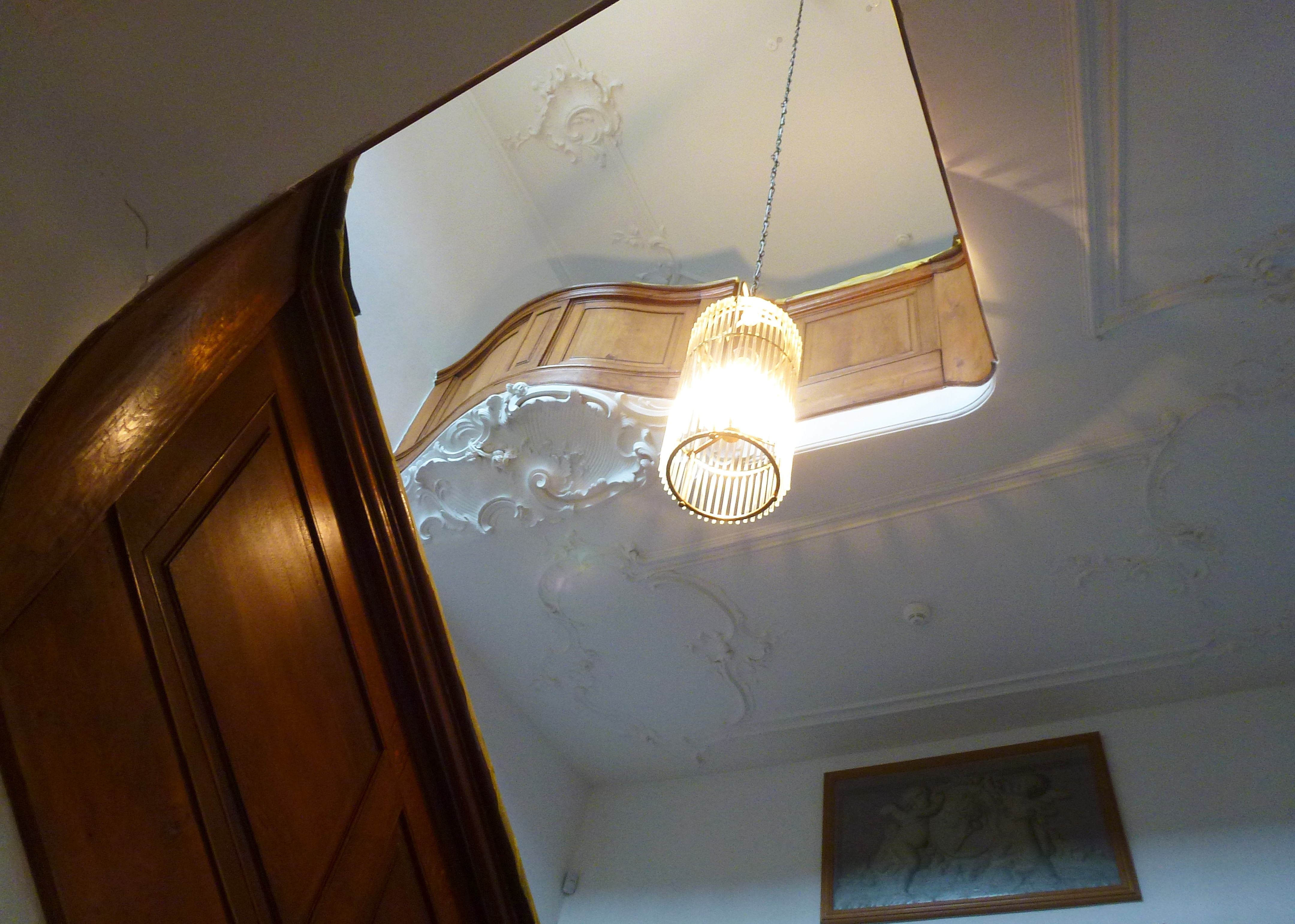
Trappan
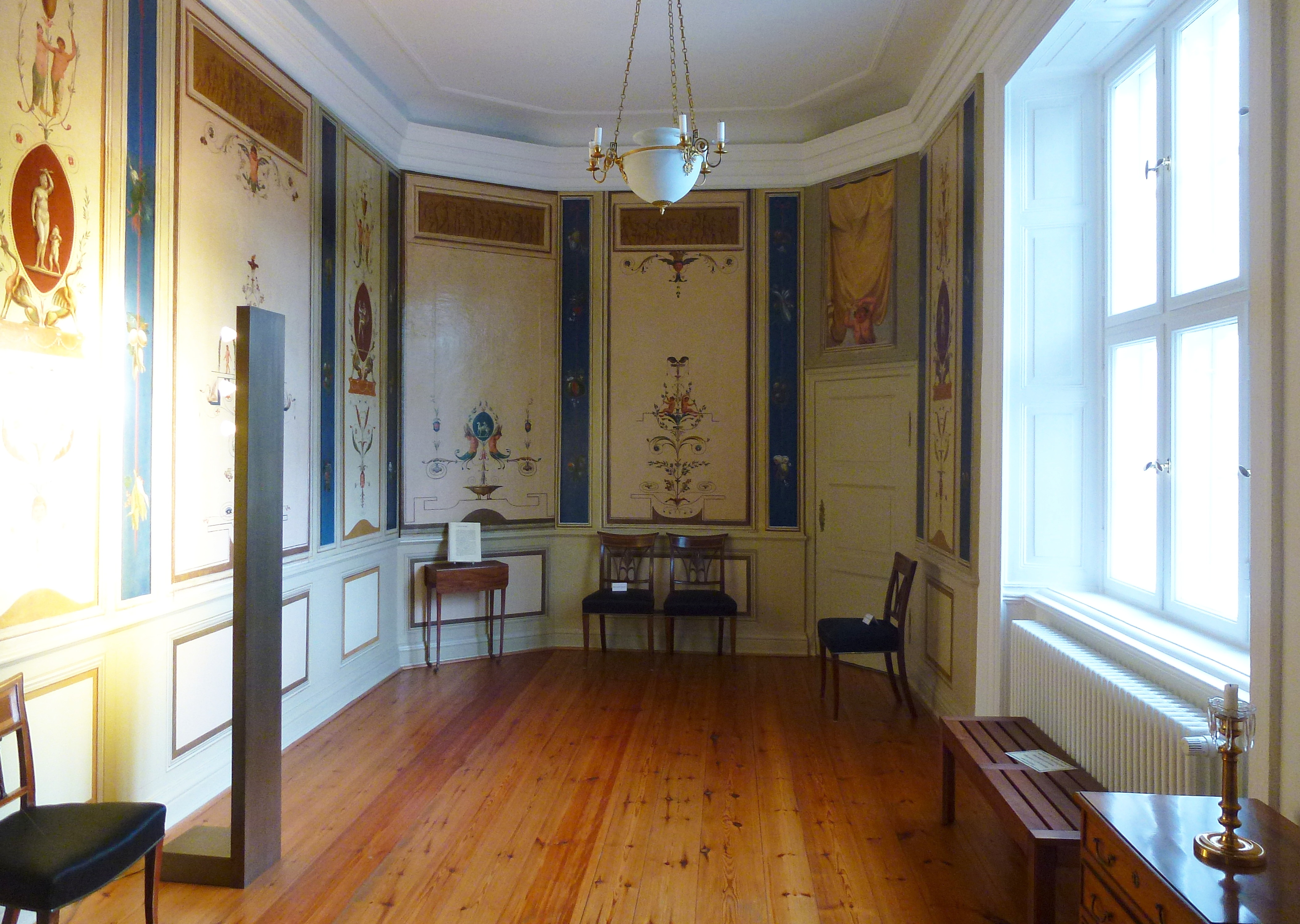
Pelliciakabinettet
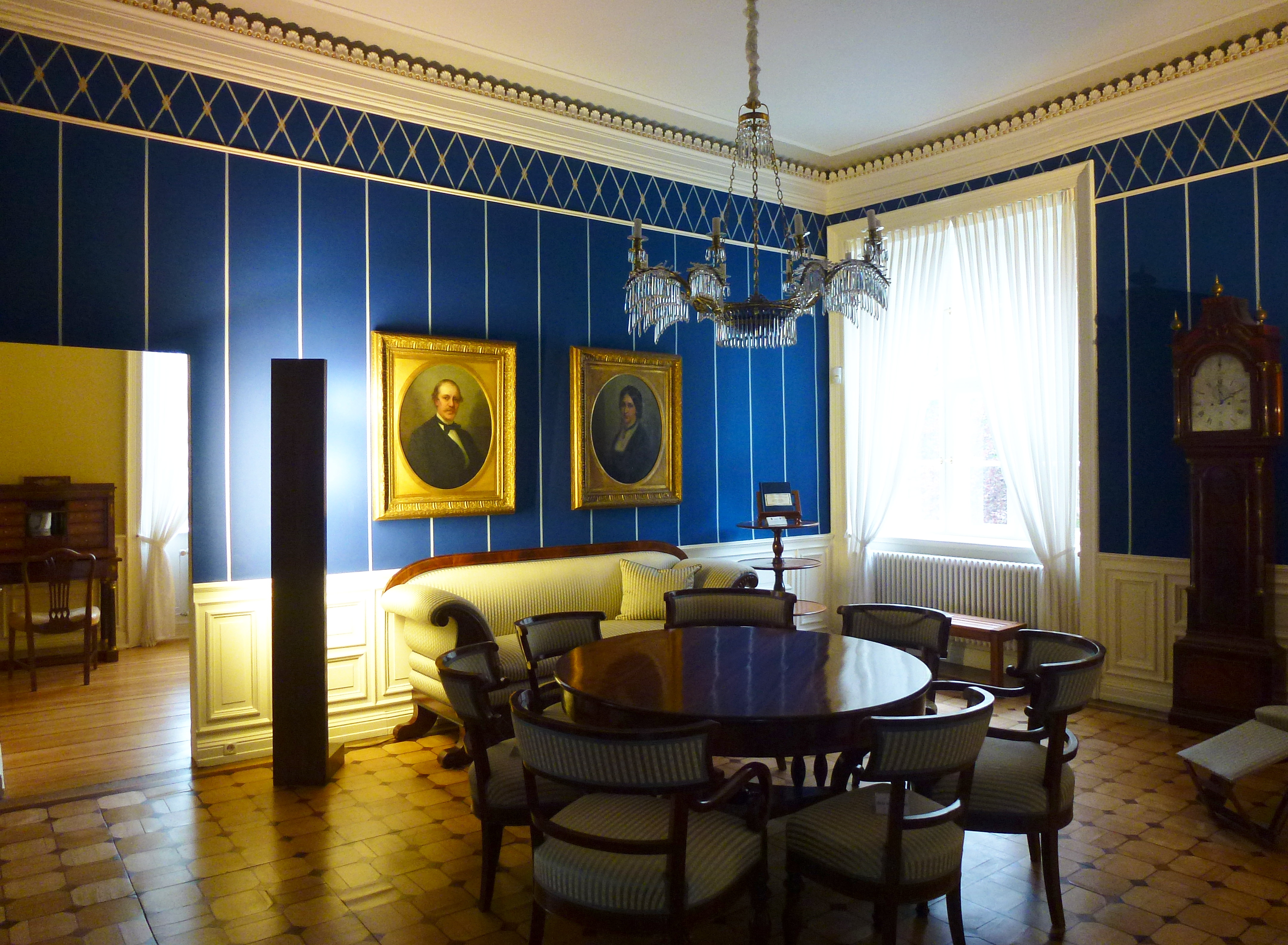
Blåa salongen
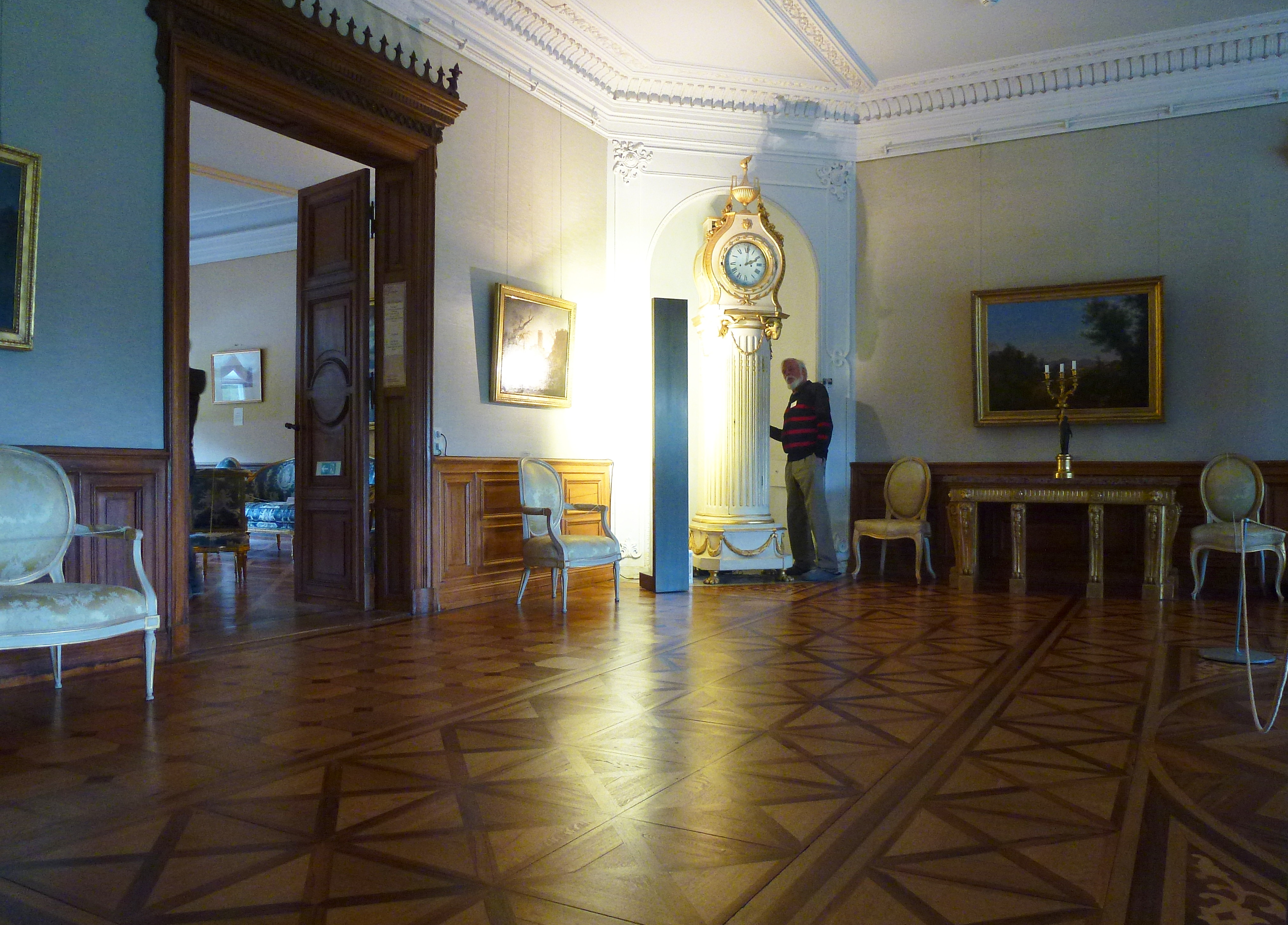
Festsalen